# Hidden Stash
Hidden Stash — перша компіляція американського реп-рок гурту Kottonmouth Kings, другий повноформатний реліз у кар'єрі, виданий лейблом Subnoize Records 26 жовтня 1999 р.
Незабаром після виходу платівки Royal Highness Saint Dog покинув гурт, щоб продовжити свою кар'єру разом з братом Big Hoss, котрий, якщо вірити пісні «Big Hoss», був у в'язниці під час запису зазначеного альбому. Його замінили старим другом Джонні Ріхтером.
Арт-дирекція: Бредфорд Ламберт. 15 вересня 2009 Hidden Stash перевидали з DVD «OG Dopeumentary» як Double Dose V1, перший із серії «Double Dose».

## Список пісень
| №  | Назва                    | Запрошений гість | Тривалість |
| -- | ------------------------ | ---------------- | ---------- |
| 1  | «Frontline»              |                  | 5:30       |
| 2  | «Old (So High)»          |                  | 4:45       |
| 3  | «Roll It Up»             |                  | 4:03       |
| 4  | «Everyday»               |                  | 3:38       |
| 5  | «1605 Life»              |                  | 3:37       |
| 6  | «Love Songs»             |                  | 4:13       |
| 7  | «Shouts Going Out»       |                  | 4:32       |
| 8  | «Three Horny Devils»     |                  | 4:27       |
| 9  | «Freaks»                 |                  | 4:20       |
| 10 | «Nightlife» (демо-запис) | Johnny Richter   | 3:22       |
| 11 | «Pimp Twist»             |                  | 4:38       |